# Stephen Adams
Stephen Adams (Kumasi, 28 de Setembro de 1989) é um futebolista ganês, que atua na posição de goleiro e atualmente joga na equipe do Aduana Stars de Gana.

## Seleção Nacional
Realizou seu primeiro e único jogo por Gana no dia 13 de Maio de 2010, pelas eliminatórias da Copa. Esteve na pré-lista de convocados de Gana para a Copa, mas dos 4 goleiros convocados, um teria que sair e quem saiu foi Adams. Restando assim: Richard Kingson, Daniel Adjei e Stephen Ahorlu.